# Fluorek berylu
Fluorek berylu, BeF
2 – nieorganiczny związek chemiczny z grupy fluorków, sól berylowa kwasu fluorowodorowego. W warunkach normalnych jest białym ciałem stałym, dobrze rozpuszczalnym w wodzie (10 moli/mol H
2O). Ma budowę krystaliczną typu krystobalitu. Jest głównym surowcem do wytwarzania metalicznego berylu.

## Właściwości
Fluorek berylu ma wyjątkowe właściwości optyczne, np. w postaci szkła fluoroberylanowego ma współczynnik załamania światła 1,275.

## Otrzymywanie
Fluorek berylu można otrzymać z wodorotlenku berylu, który w reakcji z wodorofluorkiem amonu daje tetrafluoroberylan amonu:
Be(OH)
2 + 2(NH
4)HF
2 → (NH
4)
2BeF
4 + 2H
2O
Następnie produkt powyższej reakcji ogrzewa się, otrzymując żądany produkt:
(NH
4)
2BeF
4 → 2NH
3↑ + 2HF↑ + BeF
2

## Zastosowanie
Fluorek berylu jest wykorzystywany do otrzymywania metalicznego berylu poprzez ogrzewanie go z magnezem w temperaturze 1300 °C w tyglu grafitowym:
BeF
2 + Mg → Be + MgF
2
Fluorek berylu jest używany w badaniach biochemicznych, np. badań krystalograficznych kompleksów białek z substratami.